# カルロス・オルチス
カルロス・オルチス（Carlos Ortíz、1936年9月9日 - 2022年6月13日）は、プエルトリコ出身の元プロボクサー。ポンセ出身。元WBA世界スーパーライト級王者。元WBA・WBC世界ライト級統一王者。世界2階級制覇王者。

## 来歴

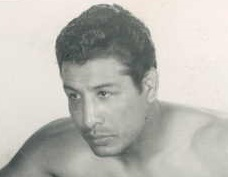
1951年7月のオルチス

オルチスは幼少の頃にプエルトリコからニューヨークへ移住した。貧しい家計を新聞配達で助けながら12歳でボクシングを始め、1955年2月14日に18歳でプロデビュー。
1959年には世界1位にまで浮上したが、世界挑戦の標的としたライト級王者ジョー・ブラウンは、圧倒的な強さを見せるオルティスを敬遠し、世界挑戦の交渉は難航した。マディソン・スクエア・ガーデンのマッチメイカーだったテディ・ブレンナーが妥協案として世界スーパーライト級王座の復活を提案し、オルティスはそれが権威のあるものとは思えないと言いながらも渋々提案に同意した。
1959年6月12日、以前に敗北を喫したことがある強豪ケニー・レーンとの王座決定戦を制して世界スーパーライト級王者になった。しかしオルチスのライト級への思いは捨てられず、この階級での防衛戦へのモチベーションが維持することは大変な苦労だったという。
1960年6月15日、2度目の防衛戦でデュリオ・ロイ（伊）の老獪なテクニックに苦戦ながらも終始攻め続け、15回判定勝ち。2か月半後の再戦はイタリアで行われ、テクニシャンのロイを前回同様に捕まえることはできなかったが、終始積極的に攻め続けて勝利を確信していたが、今度は僅差の判定負けで王座を失った。
1961年5月10日、敵地イタリアでロイとの3度目の対戦であったが、ロイにポイントアウトされて15回判定負け。この敗戦を機にスーパーライト級に完全に見切りをつけて階級を本来のライト級に戻した。
1962年4月21日、念願のライト級で世界王座挑戦が実現。ライト級の名王者ジョー・ブラウンに対し、KOこそ出来なかったものの果敢に攻め続けて明確な15回判定勝ちで2階級制覇を達成した。
1962年11月7日、ノンタイトル戦で来日し、日本フェザー級王者高山一夫に大差の判定勝ち。
1963年12月3日、日本ライト級王者・元東洋ライト級王者の小坂照男の挑戦を一蹴して初防衛を果たしたのを皮切りにフラッシュ・エロルデ、ケニー・レーンと強豪を退けて4度防衛を達成したが、1965年4月10日、イスマエル・ラグナとの5度目の防衛戦でアウトボックスされて王座を失った。
しかし、1965年11月13日に行われた再戦では逆にラグナを圧倒し、世界王座を奪還する。その後は「殺人パンチャー」の異名を取った強打者シュガー・ラモス、フラッシュ・エロルデやイスマエル・ラグナら強豪を返り討ちにしながら5度の防衛を重ねた。
1968年6月29日、カルロス・テオ・クルスに15回判定負けを喫して王座陥落。その後は王座に絡むことはなく、1972年9月20日、ケン・ブキャナンに敗れた試合を最後に引退した。

## 獲得タイトル
- WBA世界スーパーライト級王座（防衛2度）
- WBA世界ライト級王座（1度目は防衛4度、2度目は防衛5度）
- WBC世界ライト級王座（1度目は防衛4度、2度目は防衛5度）